# Vézeronce-Curtin
Vézeronce-Curtin är en kommun i departementet Isère i regionen Auvergne-Rhône-Alpes i sydöstra Frankrike. Kommunen ligger i kantonen Morestel som tillhör arrondissementet La Tour-du-Pin. År 2022 hade Vézeronce-Curtin 2 217 invånare.

## Befolkningsutveckling
Antalet invånare i kommunen Vézeronce-Curtin
Referens:INSEE